# مگس میوه زیتون

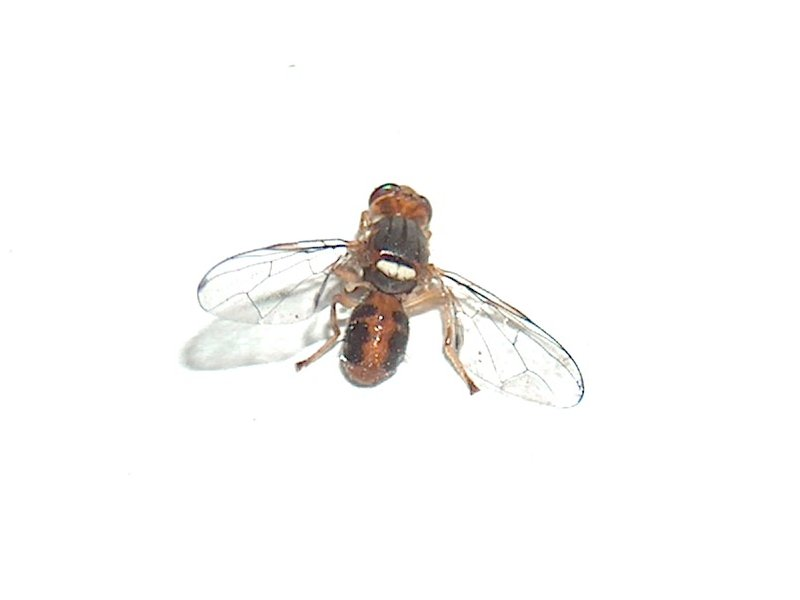
بزرگسال (نر)

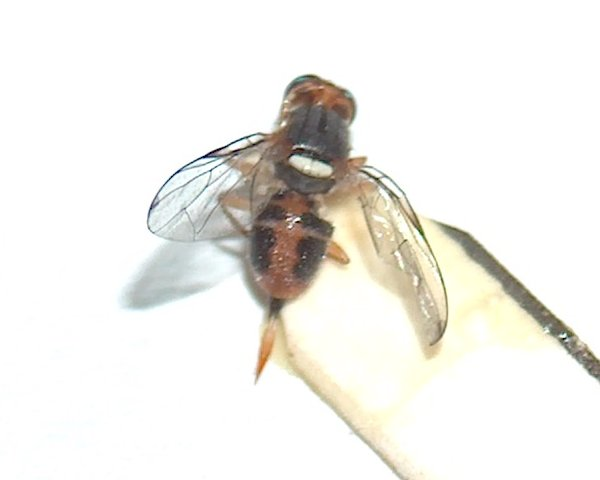
بزرگسال (ماده)

مگس میوه زیتون (نام علمی: Bactrocera oleae) گونه‌ای از مگس میوه است که از زیرتیرهٔ Dacinae می‌باشد. این یک گونه گیاه‌خوار است که لاروهای آن از میوه درختان زیتون تغذیه می‌کنند، از این رو نام رایج آن است. در کشت زیتون یک آفت جدی به‌شمار می‌رود.
تا سال ۱۹۹۸، این مگس در ایالات متحده شناسایی نشده بود و دامنه آن با محدوده درخت زیتون در نیمکره شرقی: شمال، شرق و جنوب آفریقا، جنوب اروپا، جزایر قناری، هند و غرب آسیا همزمان بود. در نیمکره غربی، در حال حاضر به کالیفرنیا، باجا کالیفرنیا و سونورا محدود شده است. مگس میوه زیتون برای نخستین بار در نوامبر ۱۹۹۸ در آمریکای شمالی شناسایی شد که میوه‌های زیتون را بر روی درختان چشم‌انداز در شهرستان لس آنجلس آلوده می‌کند. اکنون می‌توان آن را در سراسر ایالت کالیفرنیا یافت.

## پراکنش و اهمیت
این گونه با گیاهانی از جنس زیتون مرتبط است. در سراسر حوضه مدیترانه و در آفریقای جنوبی یافت می‌شود. از پایان دهه ۱۹۹۰، در کالیفرنیا نیز وجود داشته است و ممکن است در سراسر منطقه کاشت زیتون در منطقه نوشمالگان گسترش یافته باشد. این آفت جدی‌ترین آفت زیتون در مناطقی است که در آن زندگی می‌کند و به‌طور چشمگیری بر میزان و کیفیت تولید در اکثر مناطق زیتون‌کاری تأثیر می‌گذارد.
تأثیر حمله آن در مناطق رشد نمناک‌تر و خنک‌تر، با تغییر قابل توجه بستگی به رقم در رشدیافته دارد، که در آن ارقام زیتون و مناطقی که تابستان‌های گرم و خشکسالی کمتری دارند را تحت تأثیر قرار می‌دهد، بدتر می‌شود.

## ریخت‌شناسی

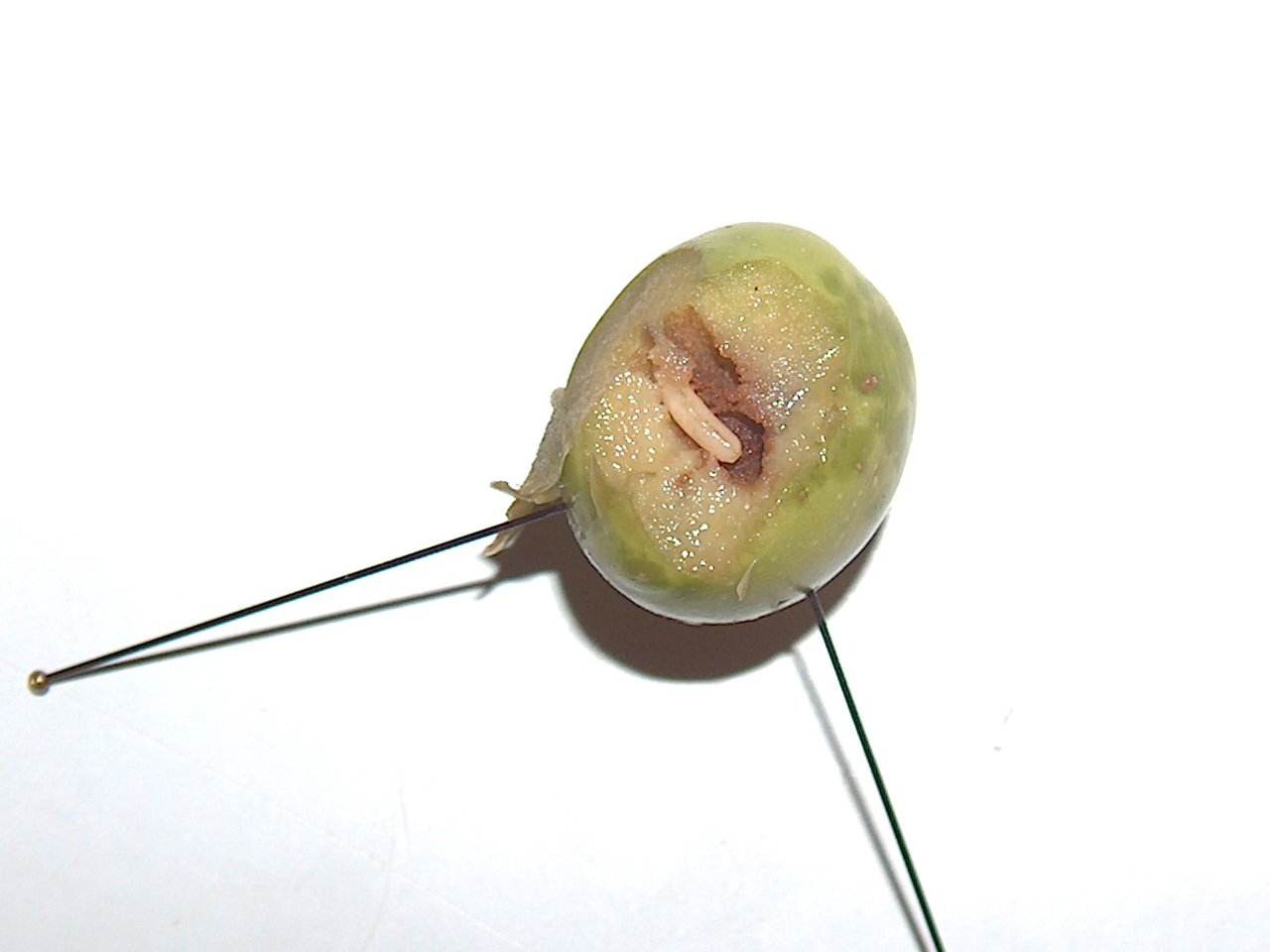
لارو سن سوم مگس میوه زیتون

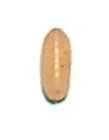
شفیره‌گاه (Puparium)

تخم حدود ۰٫۷ تا ۱٫۲ میلی‌متر طول، کشیده، و کمی صاف در معده، با یک گره کوچک و سفید میکروفلیس (microfleece)، که برای تنفس جنین مهم است.
بزرگسالان ۴ تا ۵ میلی‌متر طولدارند. در ایتالیا، آنها به راحتی در ارتباط با دیگر مگس‌های طاووسی با لکه تاریک کوچک در راس بال و طول سلول باریک و کشیده مقعد تشخیص داده می‌شوند.
نر بالغ دارای بال سفت‌شده در بالای سلول مقعد است که بلندتر از بال ماده است. در یوریت سوم سینه‌ها دیده می‌شود.
در گونه آسیایی، کل بدن مزونوتوم زرد با خطوط تیره قوی و قابل دیدن است.
| حالت      | تابستان   | پاییز-زمستان                     |
| --------- | --------- | -------------------------------- |
| تخم مرغ   | ۲–۳ روز   | ۱۰ روز (پاییز)                   |
| لارو      | ۱۰–۱۳ روز | ۲۰ روز یا بیشتر                  |
| شفیره     | ۱۰ روز    | تا ۴ ماه (شفیره در خواب زمستانی) |
| بزرگسالان | چندین ماه | چندین ماه                        |

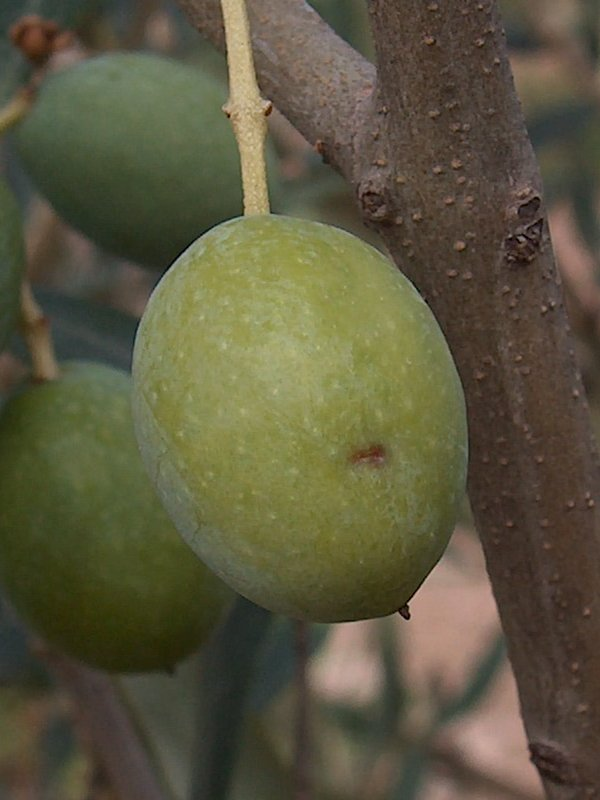
سوراخ تازه از یک تخمگذار

طول مدت لارو جوان از حداقل ۲۰ روز تا حداکثر ۵ ماه در نسل زمستان‌گذران متغیر است.
به‌طور کلی دمای بهینه برای تخم‌گذاری و رشد لارو بین ۲۰ تا ۳۰ درجه سانتی گراد، همراه با نیاز به آب و هوای مرطوب است.

پویایی جمعیت

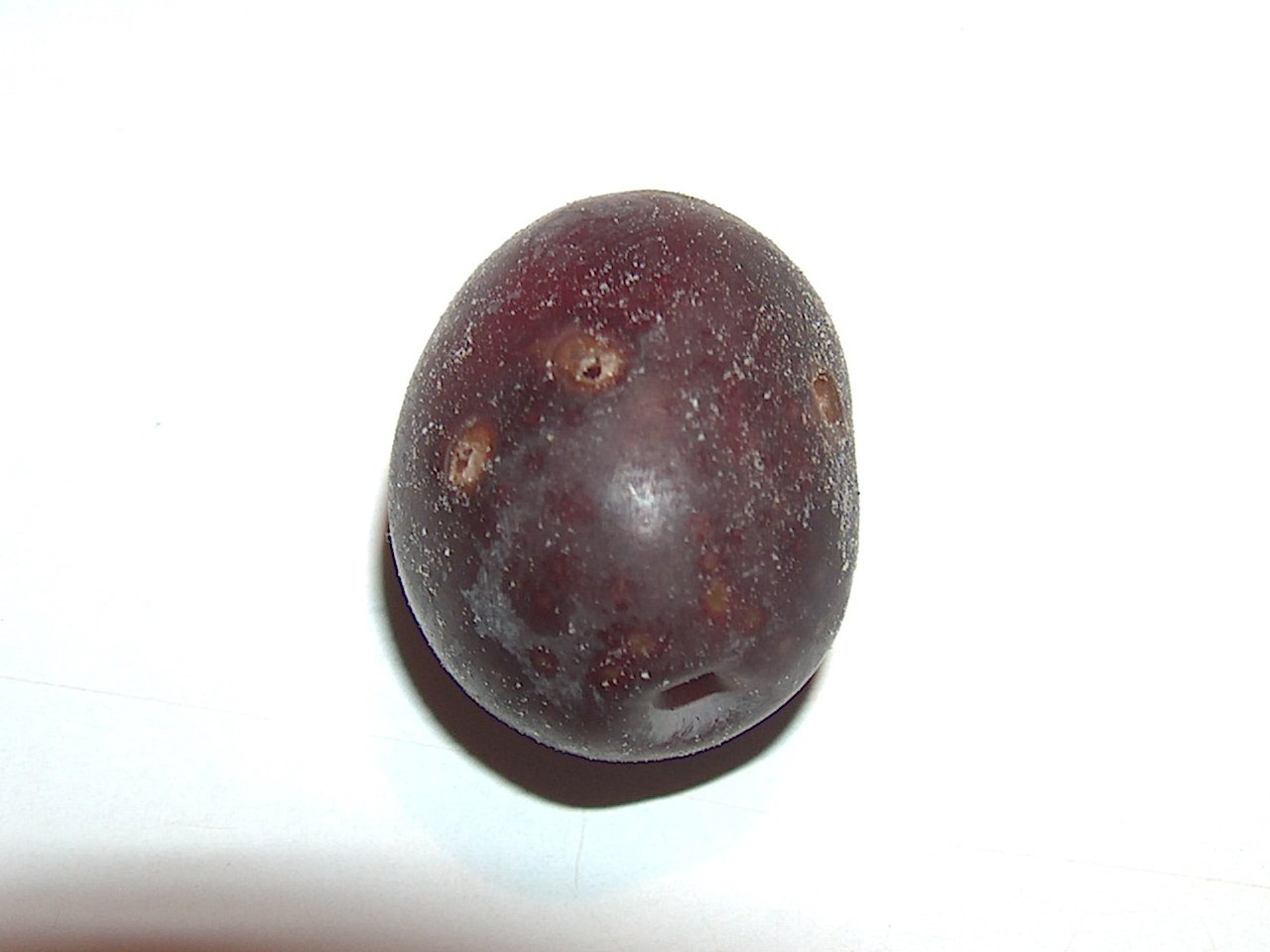
سوراخ بسته